# Johann Daniel Geier
Johann Daniel Geier oder Johann Daniel Geyer, latinisiert Johannes Danielus Geierus (* 10. November 1660 in Regensburg; † 3. August 1735 in Dresden) war ein deutscher Arzt und Naturwissenschaftler mit besonderem Interesse an der Paläontologie.

## Leben
Johann Daniel Geier, geboren als Sohn des Juristen Johann Georg Geyer (1628–1679) und Catharina Rosina Geiger (1643–1713), entstammte einer Familie mit medizinischen Wurzeln; sein Großvater mütterlicherseits, Daniel Geiger (err. 1595–1663/4), war in Padua promoviert worden und diente als Leibarzt für drei königliche Statthalter in Ungarn.
Geier schloss seine akademische Ausbildung mit einer Disputation bei Georg Franck von Franckenau im Jahr 1678 ab und promovierte am 10. November 1681 an der Universität Heidelberg. Kurz darauf, am 1. Februar 1682, wurde er vom Pfälzer Kurfürsten Karl II. als Physicus und Militärarzt für das Oberamt Alzey ernannt. Seine wissenschaftliche Neugier führte ihn zur Entdeckung versteinerter Tiere aus dem Tertiär in Alzey und Mannheim. Bereits 1685 wurde er Mitglied der medizinischen Sektion der damals Sacri Romani Imperii Academia Caesareo-Leopoldina Naturae Curiosorum genannten heutigen Deutschen Akademie der Naturforscher Leopoldina.
Nach dem Tod Karl II. im Jahr 1685 wechselte Geier unter Kurfürst Philipp Wilhelm nach Mannheim, wo er als Festungsarzt tätig war. Während des Pfälzischen Erbfolgekrieges eroberten 1688 französische Truppen Mannheim. Geier floh daraufhin nach Frankfurt.
Im Jahr 1695 wurde er Feld- und dann Leibarzt des sächsischen Kurfürsten und polnischen Königs Friedrich August I. in Dresden.
Medizinische Fachbücher aus dem Besitz Geiers sind auf unbekannten Wegen in die Gräflich Solms-Laubach'sche Bibliothek zu Laubach gelangt, wo sie heute verwahrt werden.

## Schriften
- Apollini sacer, continens trigam medicam ex regno animali, minerali et vegetabili. Frankfurt 1677.
- [Schedisma] De montibus conchiferis ac glossopetris Alzeiensibus. Frankfurt/Leipzig 1687 (Digitalisat).